# Золотарёво (Ростовская область)
Золотарёво — деревня в Неклиновском районе Ростовской области.
Входит в состав Андреево-Мелентьевского сельского поселения.

## История
Деревня основана в 1874 году Дмитрием Олейниковым, одним из первых заселивших берег Миусского лимана, недалеко от города Таганрог.

## Население
| 2010 |
| ---- |
| 257  |

## Улицы
В деревне имеются две улицы — Красная и Лиманная.